# Klaas Friso
Klaas Friso (Eibergen, 3 augustus 1931 - Putten, 3 november 2007) was een Nederlandse ambtenaar en plaatselijk historicus.
Friso was veertig jaar werkzaam bij de gemeente Putten, onder meer als chef Algemene Zaken, gemeentesecretaris en ambtenaar van de burgerlijke stand. Buiten deze werkzaamheden was hij vooral bekend door de diverse boeken die hij schreef over de geschiedenis van Putten tijdens en na de Tweede Wereldoorlog, over de Puttense razzia, de oorsprong van straatnamen, etc.
Friso was tevens medeoprichter, bestuurs- en erelid van het Puttens Historisch Genootschap, dat het Puttense dialectwoordenboekje Puttens Praoten uitbracht, en medeoprichter van de Puttense stichting Oktober 44. In 1989 werd hij Ridder in de Orde van Oranje-Nassau.
Eind 2009 werd ter nagedachtenis aan Friso de Klaas Friso Stichting opgericht, die zich tot doel stelde "het sociaal-culturele leven in Putten te bevorderen". Dit wordt gedaan door een prijs uit te reiken aan een persoon of instantie die wordt voorgedragen door Puttenaren en vervolgens uit de selectie wordt gekozen door het bestuur van de stichting. In 2011 werd de prijs uitgereikt aan het kinderkoor de Veluwsche Sanghertjes, in 2012 aan de lokale Oranjevereniging en in 2013 aan het Puttens Mannenkoor.
Friso was tevens een belangrijke bron voor het boek en de documentaire van Madelon de Keizer, Putten. De razzia en de herinnering uit 1998.
In september 2016 werd er in Putten een straat naar Friso vernoemd, de Klaas Frisohof.